# Luchthaven Bodø
Luchthaven Bodø (IATA: BOO, ICAO: ENBO) is de luchthaven van Bodø, Noorwegen. Het ligt naast de basis van de luchtmacht, ten zuiden van het centrum, in het westen van het schiereiland waarop Bodø ligt. De luchthaven heeft een oost-westbaan, die 3394 meter lang is. In 2006 verwerkte hij 1.430.000 passagiers.

## Geschiedenis
Postvluchten naar Bodø begonnen in 1921 en al voor 1940 vloog Widerøe ernaartoe met watervliegtuigen.
De startbaan werd gebouwd in de Tweede Wereldoorlog, door de Britten, nadat Duitsland Zuid-Noorwegen binnenviel. Op 26 mei 1941 landden drie Britse vliegtuigen en maakten de eerste landing in de stad. Het gebied was drassig, en de eerste startbaan werd gemaakt van houten planken op het water. Maar spoedig kreeg de Luftwaffe controle over de luchthaven en behield dit tot het einde van de oorlog. Zij zorgden voor een betonnen startbaan.
Er was nog niet veel gedaan tijdens de Koreaoorlog in 1950. West-Europa was bang voor een inval van de Sovjets, dus werd er een nieuwe vliegbasis gebouwd ten zuidwesten van de oude. Eigenlijk werd de opening gepland in 1952, maar dit gebeurde zo rond 1956. Vanaf toen stonden er gevechtsvliegtuigen op Bodø. In 1988 trok de NAVO geld uit om de vliegbasis uit te breiden in geval van nood.

## Bodø's vliegbasis
De vliegbasis van Bodø, gelegen naast de luchthaven, is de grootste vliegbasis in Noorwegen voor de Koninklijke Noorse luchtmacht. Deze vliegbasis is de thuishaven van het 331ste en 332ste squadron van F-16's in samenwerking met de afdeling van de 330ste squadron Westland Sea King-helikopters.

## Noors Luchtvaartmuseum
Het Norsk Luftfartsmuseum (Noors Luchtvaartmuseum) ligt naast de luchthaven in een propellervormig gebouw. Een vliegtuigcentrum werd voorgesteld door het parlement op 31 maart 1992 en opende op 15 mei 1994. Het luchtvaartmuseum werd opgericht door de gemeente Bodø en het bestuur van Nordland, en werd geopend op 1 januari 1998. Het museum is een nationaal museum en draagt financieel bij aan de luchthaven.
Het museum stelt veel militaire vliegtuigen tentoon waaronder een U-2, een Gloster Gladiator, en Supermarine Spitfire. Ook voor de burgerluchtvaart staat er een vliegtuig, namelijk de De Havilland Canada DHC-3 Otter.

## Ongelukken
- Lockheed U-2 vliegtuigen waren gestationeerd op Bodø. Op 1 mei 1960 kwam een toestel, met piloot Gary Powers, komende van Pakistan op weg naar Bodø in de problemen en stortte neer.

## Luchtvaartmaatschappijen en bestemmingen
- Hamburg Airways - 	Hannover (seizoensgebonden)
- Lufttransport - Værøy
- Norwegian Air Shuttle - Oslo-Gardermoen, Trondheim, Tromsø, Bardufoss, Las Palmas (vanaf 4 november)
- Scandinavian Airlines - Oslo-Gardermoen, Trondheim, Tromsø
- Widerøe - Andenes, Bergen, Harstad/Narvik, Leknes, Mo i Rana, Mosjøen, Narvik, Namsos, Røst, Sandefjord, Sandnessjøen, Stokmarknes, Svolvær